# Малый курултай
Малый курултай (Кесе Курултай; баш. Кесе Ҡоролтай) — учредительно-законодательный орган власти, предпарламент Башкурдистана.

## История предпарламента
10 декабря 1917 года на III Всебашкирском учредительном съезде сформирован предпарламент — Малый Курултай.
20 декабря 1917 года на 18-м заседании Учредительного съезда из членов предпарламента было сформировано Правительство Башкурдистана, а также дополнительно были избраны 3 кандидата в Малый Курултай.
Предпарламентом за период существования были приняты ряд законов. 20 сентября 1918 года Малым Курултаем были приняты «Правила к устранению земельных недоразумений», в которых утверждалось, что если на земле частного владельца посев был произведён другим лицом «с разрешения Советской власти или захватным образом», то разрешалось убирать урожай посевщику только при уплате арендной суммы за землю. Данные правила введены в действие постановлением № 1.
После было принято постановление № 2, основной целью которого также являлось урегулирование
земельных вопросов. Согласно постановлению № 2, все землевладельцы и арендаторы имели обязательства по предоставлению информации о размерах своих земель и посевов кантонным и юртовым правлениям. По постановлению № 2, был введён запрет сдачи в аренду башкирским сельским обществам, членов которых обязали самим засевать свои земли, а юртовым и кантонным земельным отделам предложено устанавливать размеры посевов для членов общества. Малым Курултаем также принят закон, касающийся вопросов лесного управления.
В начале 1919 года Малый Курултай расформирован.

## Состав и полномочия предпарламента
Малый Курултай состоял из 22 членов, которые избирались по одному представителю на 100 тысяч населения пропорционально численности каждой народности. Данным фактом подчёркивался полиэтничный характер создаваемой территориальной автономии. Депутатами парламента могли избираться «лица обоего пола, не моложе 22 лет, без различия национальности и веры». Срок полномочий депутатов — 3 года.
Малый Курултай возглавлял председатель. В составе предпарламента также были должности заместителя председателя и двух секретарей.
Предпарламенту были возложены учредительно-законодательные полномочия. Основными задачами Малого Курултая являлись:
- окончательная выработка законов Башкурдистана, принятых на Учредительном съезде;
- формирование правительства Башкурдистана и его министров;
- вхождение в союз с другими народами и окраинами;
- созыв парламента.

Кроме этого, предпарламенту были возложены следующие функции:
- обеспечение общественной безопасности;
- сбор и расходование прямых (окладных и земских) налогов;
- суд;
- управление вооружёнными силами Башкурдистана;
- распоряжение народным достоянием, недрами, капиталами, землёю, водами, лесами и т. п. и охрана их;
- народное образование;
- содержание милиции;
- народное продовольствие, кооперация и мелкие кредиты[2].

## Члены предпарламента
В результате тайного голосования были избраны члены предпарламента: Юнус Бикбов, полковник Шагихайдар Акчулпанов, Аллабирде Ягафаров, Саидгарей Магазов, Абдрахман Фахретдинов, Нуриагзам Тагиров, Гайнулла Гирфанов, Ахмет-Заки Валидов, Хажиахмет Рамеев, Муса Смаков, Галиахмет Аитбаев, Хабибулла Габитов, Ризаитдин Фахретдинов, Шариф Манатов, Сагит Мрясов, Харис Юмагулов, Джангирей Амиров, Гумер Куватов, Ильдархан Мутин, Искандар Султанов, Усман Токумбетов, Габдулла Идельбаев.
Председателем был избран Ю. Ю. Бикбов.